# Blanche de Teleki
Pour les articles homonymes, voir Famille Teleki.
Blanka Teleki de Szék, francisé en Blanche de Teleki, née le 5 juillet 1806 à Kővárhosszúfalu (Royaume de Hongrie en Empire d'Autriche, de nos jours Satulung en Roumanie) et morte le 23 octobre 1862 à Paris, est une comtesse, éducatrice et féministe hongroise. Elle est considérée comme une pionnière sur le sujet de l'éducation des femmes.

## Biographie

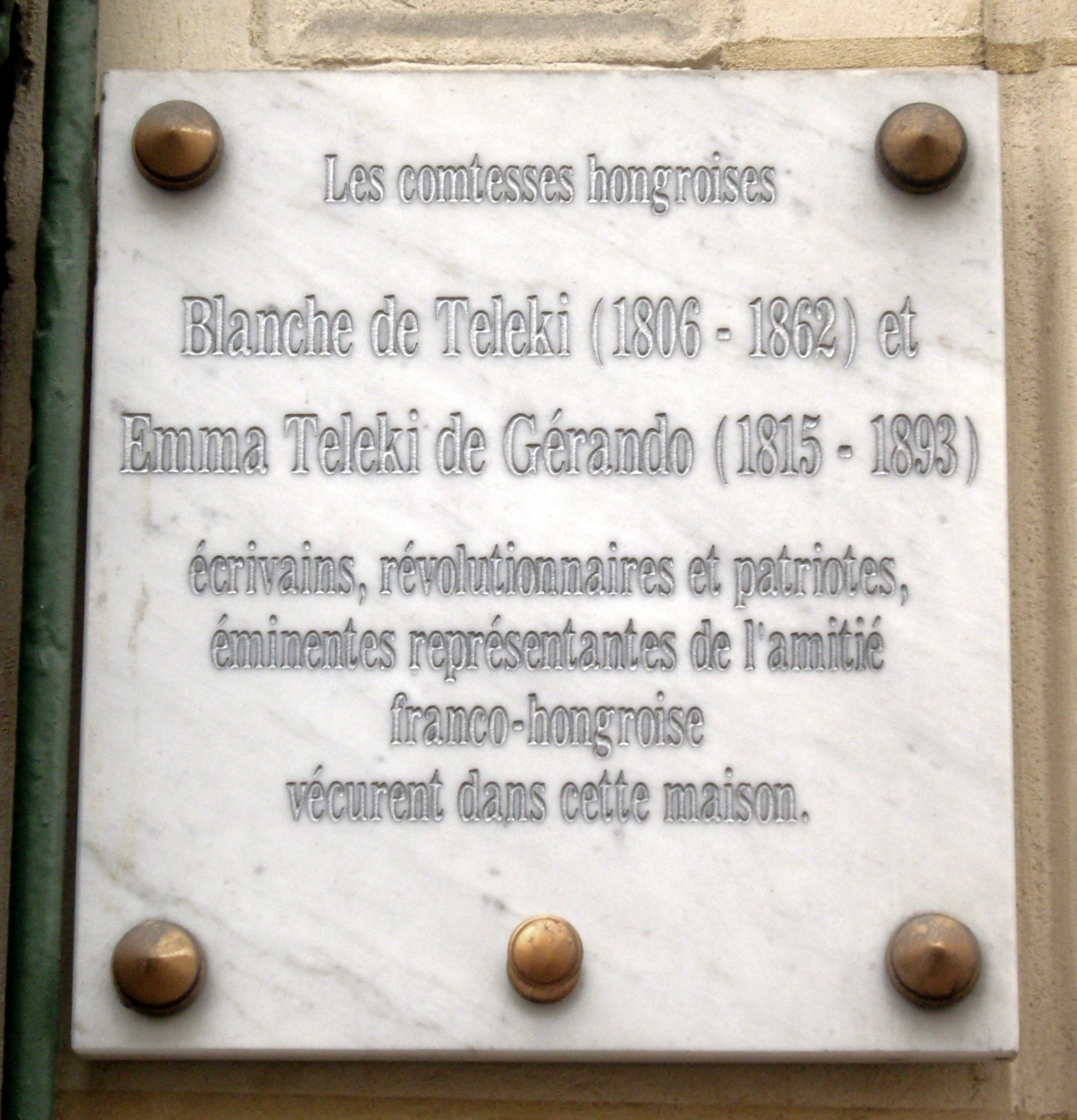
Plaque 37 rue de Vaugirard (6e arrondissement de Paris), où elle vécut avec sa sœur Emma Teleki.

Elle est la fille du comte Imre Teleki de Szék (1782-1848) et de la comtesse Karoline Brunswick von Korompa (1782-1843). Sa famille possède alors un domaine dans le comté de Satu Mare, près de l'Ukraine. Elle est la nièce de Thérèse de Brunswick, qui avait créé des écoles maternelles en Hongrie. Elle étudie la peinture à Munich et à Paris, et la sculpture avec István Ferenczy (en) à Budapest. Après avoir publié ses idées sur l'éducation des femmes, elle fonde sa propre école pour filles à Budapest en 1846. En 1848, elle compte avec ses élèves parmi les premières Hongroises à signer une pétition demandant l'égalité des droits pour les hommes et les femmes dans le pays, exigeant le droit de vote et le droit de fréquenter l'université. Elle participe à la révolution de 1848 puis est emprisonnée, tout comme la féministe Klára Leövey. Après avoir purgé sa peine, elle quitte la Hongrie pour Paris, où elle meurt en 1862.